# سلنا لی (بازیگر)
سلنا لی سی وا (متولد ۱۲ فوریه ۱۹۸۱، با نام هنری سابق سلنا لی) یک هنرپیشه متولد هنگ کنگ و شرکت کننده سابق مسابقه زیبایی است. سلنا لی در هنگ کنگ به دنیا آمد و در سال ۱۹۸۸ به همراه والدینش به تورنتو مهاجرت کرد. او در دانشگاه تورنتو تحصیل کرد و در سال ۲۰۱۰ لیسانس بازرگانی بازرگانی با گرایش حسابداری گرفت.